# 旋卷峭腹蛛
旋卷峭腹蛛（学名：Tmarus circinalis）为蟹蛛科峭腹蛛属的动物。在中国大陆，分布于湖北、四川等地。该物种的模式产地在湖北。